# Асхату-Куль
Асхату-Куль — высокогорное озеро на юго-востоке Республики Алтай в Кош-Агачском районе.
Расположено на западных склонах хребта Чихачёва на высоте 2723 м над уровнем моря, в непосредственной близости от границы с Монголией. В озере находится исток реки Бор-Бургасны.

## Этимология
От монг. Асга — каменная осыпь. «В элютском языке есть слово асха и название горы Асхат»; и от алт. Куль — озеро.